# Enderûnlu Fâzıl
Enderûnlu Fâzıl (imię org. Husajn, ur. ~1757 w Safedzie, zm. 1810 w Konstantynopolu) – osmański poeta i urzędnik.
Kształcił się m.in. przy enderunie, od którego wziął swój przydomek i z którego został usunięty ze względu na liczne romanse.
Autor Zenannâme (Księga Kobiet) będącej erotykiem na temat różnic w seksualności kobiet w zależności od ich rasy czy klasy społecznej. Ze względu na oskarżenia o obsceniczność, znany władzom nakład tej książki został skonfiskowany, a jej druk zakazany.
Swoje analogiczne spostrzeżenia na temat homoseksualnych mężczyzn z całego Imperium umieścił w utworze Hûban-nâme (Księga Pięknych Młodzieńców).
Za swoje utwory satyryczne został skazany na zesłanie na Rodos, gdzie stracił wzrok i dzięki czemu mógł opuścić wyspę. Ostatnie swoje lata spędził w Konstantynopolu, chory i zalegający w łóżku.